# Accelerando (powieść)
Accelerando (ang. Accelerando) – powieść z gatunku science fiction Charlesa Strossa z roku 2005.
Powieść zdobyła nagrodę Locusa w 2006 i była nominowana do kilku innych nagród w latach 2005 i 2006: Hugo, Campbella, Clarke’a i BSFA.

## Fabuła
Wizja przyspieszającego rozwoju ludzkości w XXI wieku, prowadzącego do osobliwości technologicznej i dalszych losów ludzkości. Autor opiera swą wizję przyszłości ludzkości na rozwoju ekonomii, co jest rzadkością w klasycznej fantastyce naukowej. Powieść to ciągnąca się przez prawie stulecie historia czterech pokoleń rodziny Macx. Można tu znaleźć nawiązania do rzeczywistości XXI wieku (służby specjalne, wojny o prawa autorskie do muzyki, opisy znanych korporacji, zamach na World Trade Center).